# Servicio de Publicaciones (Universidad Complutense de Madrid)
El Servicio de Publicaciones, a través del sello Ediciones Complutense, desarrolla la actividad editorial de la Universidad Complutense de Madrid. Las obras editadas, que se someten a los correspondientes procesos de selección y evaluación, se adscriben a algunas de las siguientes líneas editoriales: a) Investigación (incluidas las revistas científicas), b) Docencia, c) Divulgación y difusión cultural, d) Actividad institucional de la UCM y e) Varia.

## Catálogo
- Investigación
  - Libros
  - Revistas
- Docencia
- Divulgación y difusión cultural
- Actividad institucional de la UCM
- Varia.

## Política editorial
La Universidad Complutense de Madrid, en la idea de que la actividad editorial es un instrumento fundamental para la transmisión del conocimiento y la difusión de la cultura, y como tal constituye una de las funciones primordiales de la universidad pública, desarrolla una política editorial basada en los siguientes objetivos generales: promover la edición, en cualquier soporte, de la producción científica, humanística, docente, técnica, cultural y artística, y contribuir al avance general del conocimiento, en particular a través de iniciativas y actividades en el ámbito de la edición universitaria, por sí misma o en colaboración con otras entidades e instituciones de naturaleza pública y privada.